# Enanthotoxin
Enanthotoxin je organická sloučenina vyskytující se v rostlinách rodu halucha (Oenanthe), jako je například Oenanthe crocata. Jedná se o jed působící na centrální nervovou soustavu a také je to nekompetitivní antagonista neurotransmiteru kyseliny gama-aminomáselné. Rostliny obsahující tuto látku byly na starověké Sardinii využívány k eutanazii.
Krystalizace enanthotoxinu byla poprvé provedena v roce 1949. Jeho struktura je podobná cikutoxinu (který je jeho izomerem) a karotatoxinu.

## Výskyt
Koncentrace enanthotoxinu se mění podle ročního období (nejvyšší bývají na přelomu zimy a jara) a podle místa růstu rostliny. Na rozdíl od většiny jedovatých rostlin, které mívají hořkou chuť nebo způsobují pálení, mívají haluchy sladkou chuť a příjemnou vůni. Haluchy obsahují žlutou tekutinu, která na vzduchu mění barvu. Nejtoxičtějšími částmi těchto rostlin jsou kořeny, jed je ale obsažen ve všech částech.

## Historie
Rostliny obsahující enanthotoxin se využívají od starověku, první doklady o jejich používání jsou z období 1800 až 800 př. n. l. ze Sardinie, kde se používaly k eutanazii.. Předpokládá se, že Sokratés pozřel v průběhu své popravy rostlinu obsahující tuto látku.
Enanthotoxin uvolňuje svaly a měl by tedy v nízkých dávkách mít podobné účinky jako botulotoxin.

## Mechanismus účinku
Přestože je enanthotoxin poměrně dobře prozkoumanou látkou, tak mechanismus jeho účinku není plně znám, měl by ale být podobný jako u cikutoxinu.
Enanthotoxin patří mezi 17uhlíkaté konjugované polyyny, které působí jako nekompetitivní inhibitory kyseliny gamaaminomáselné; tato kyselina se váže na beta-doménu GABAA receptoru centrální nervové soustavy a aktivuje receptor, čímž zvyšuje tok chloridových iontů přes membránu a inhibuje neuron. Jakmile se enanthotoxin dostane do těla, tak se nekompetitivně naváže na stejnou beta-doménu a zabrání jeho správnému fungování, protože zablokuje chloridový kanál, čímž způsobí zvýšenou aktivitu neuronů a vyvolá křeče a záchvaty.

### Příznaky
Enanthotoxin je značně toxický (LD50 je u myší 0,58 mg/kg); k obvyklým příznakům otravy patří křeče, záchvaty, nevolnost, průjem, tachykardie, mydriáza, rhabdomyolýza, selhání ledvin, dechová nedostatečnost a poruchy srdečního rytmu.
Níže je uvedena tabulka popsaných příznaků vyvolaných enanthotoxinem podle orgánových soustav:
| Orgánnová soustava | Příznaky |
| ------------------ | --- |
| Nervová            | nezřetelná řeč, parestezie, delirium, ataxie, kóma, záchvaty, trismus, hyperreflexie, opistotonus, křeče, otok mozku, status epilepticus |
| Trávicí            | nevolnost, vracení, nadměrné slinění, bolest břicha                                                                                      |
| Dýchací            | distres, deprese, ucpání dýchacích cest                                                                                                  |
| Oběhová            | tachykardie, brachykardie, hypertenze, hypotenze, poruchy srdečního rytmu, selhání srdce                                                 |
| Vylučovací         | glykosurie, proteinurie, hematurie, oligurie, myoglobinurie, akutní selhání ledvin                                                       |
| Svalová            | slabost, svalové křeče, svalová ztuhlost, rhabdomyolýza                                                                                  |
| Metabolismus       | zvýšená teplota, porucha funkce jater, hypokalémie, metabolická acidóza, azotémie                                                        |
| Oči                | mydriáza |
| Kůže               | diaforéza, cyanóza, zarudlý obličej |